# ひるまでスパーク!尾崎千秋です
「ひるまでスパーク!尾崎千秋です」（ひるまでスパークおざきちあきです）は、元KBS京都アナウンサーの尾崎千秋がパーソナリティーを務めたKBS京都のラジオ番組。1977年4月放送開始、1979年3月放送終了。

## 放送日時
月～金曜日　10：00－12：00

## パーソナリティ
尾崎千秋
響真実(アシスタント)

## レポーター
ラジオカーレポーターは、日替わりで山口進・山崎弘士・久保房郎・飛鳥井雅和・藤村寛一と言った当時の中堅・ベテランのアナウンサーが勤めた。当時のラジオカー(「スパーク号」)は日産グロリアのバンだった。